# Tőzeggyármajor
Tőzeggyármajor Fertőd településrésze Győr-Moson-Sopron vármegyében, a Soproni járásban. Irányítószáma: 9433, lakosainak száma megközelítőleg 113 fő.

## Nevének eredete
Nevét az egykor itt működő tőzegfejtőről kapta.

## Földrajzi elhelyezkedés
10 kilométerre északkeletre fekszik Fertőd központjától és 2 kilométerre délre az osztrák határtól. Keresztülfolyik rajta az Ikva-patak, amely mintegy 1 kilométerre északra folyik bele a Hanság-főcsatornába. Főutcája a Kapuvár központjától idáig húzódó 8529-es út, Fertőd felől a 8531-es, majd a 8529-es úton érhető el.

## Nevezetesség
Nagyboldogasszony nevére szentelt római katolikus kápolna.

## Közlekedés
A településrészt a Volánbusz 7210-es viszonylatú helyközi járatai érintik. A legközelebbi vasútállomás Kapuváron és Fertődön, valamint a határ túloldalán lévő Pomogyon (Pamhagen) található. 1978-ig itt volt az egyik végállomása a keskeny nyomközű Kapuvári Gazdasági Vasútnak. A falutól 4 kilométerre északnyugatra található egy határátkelő.